# Men at Work
Men at Work es una banda de rock australiana formada en 1978. Sus miembros fueron Colin Hay en la voz principal; Jerry Speiser en la batería y Ron Strykert en la guitarra. A ellos se les unieron Greg Ham en la flauta y teclados y luego John Rees en el bajo.
Esta formación logró un éxito nacional e internacional en la década de 1980. En enero de 1983, fueron los primeros artistas australianos en tener en simultáneo un álbum y sencillo en el primer lugar en las listas de Billboard de Estados Unidos, Business as Usual (publicado el 9 de noviembre de 1981) y "Down Under" (1981), respectivamente. Con estos últimos trabajos lograron la misma distinción simultánea de un álbum n.º 1 y un sencillo n.º 1 en las listas de Australia, Nueva Zelanda y Reino Unido. Su segundo álbum, Cargo (2 de mayo de 1983), también fue número 1 en Australia , N.º 2 en Nueva Zelanda, N.º 3 en Estados Unidos y N.º 8 en el Reino Unido. Su tercer álbum, Two Hearts, alcanzó el top 20 en Australia y top 50 en Estados Unidos.
En los premios Grammy de 1983 ganaron la categoría de Mejor Nuevo Artista; mientras que en los ARIA Music Awards de 1994 fueron incluidos en el Salón de la Fama. Men At Work ha vendido más de 30 millones de discos en todo el mundo. 
El grupo se disolvió en 1986, siendo reformado en 1996 para separarse nuevamente en 2012.
En mayo de 2001 "Down Under" fue incluida en el lugar número 4 en el Top 30 de canciones australianas de la APRA, y Business as Usual apareció en el libro de los 100 Mejores Discos Australianos.

## Historia

### Orígenes
La historia de la banda empieza con el cantante Colin Hay, nacido y criado en Escocia. Su padre tenía una tienda de artículos musicales en Glasgow, Escocia. Fue allí donde aprendió a tocar varios instrumentos. En 1967, cuando tenía 14 años, su familia se muda a Australia.
Así, en su primer año, empezó a tocar con pequeñas bandas, y lo seguiría haciendo aun estando en la secundaria y la universidad. En 1978, en medio de una presentación, conoce al guitarrista Ron Strykert, con quien decide armar un dúo acústico y tocar alrededor de Melbourne. Fue en el proceso de escoger el repertorio que nació la base musical de Men at Work.
En uno de los lugares en los que acostumbraban a tener sesiones de jam, el "Grace Darling Hotel", se encontraron con el baterista Jerry Speiser, conocido de Colin de la universidad y a quien integrarían a la formación. Se agregaría luego el teclista Greg Sneddon, a mediados de 1979, para participar en una sesión de grabación como grupo de base de una agrupación aficionada llamada Riff Raff.
Sin embargo, Sneddon decidió no quedarse y fue reemplazado por Greg Ham, un músico polifuncional. Después de tocar cinco meses juntos decidieron agregar un quinto miembro a la alineación, el bajista John Rees.
Después de un año de tocar en un bar, establecieron una base de seguidores que iban a cuanto lugar se presentaran. A finales de 1980, el grupo podía darse el lujo de llenar cualquier lugar en Melbourne. Ese mismo año publicaron un disco sencillo financiado por ellos mismos y bajo el sello M.A.W. En el lado A tenía el sencillo, "Keypunch Operator", y en el B una versión previa de la conocida canción "Down Under".

### Éxito internacional (1981-1983)
A principios de 1981, Men at Work firmó con la rama australiana de Columbia Records por recomendación de Peter Karpin, del sello A&R. El segundo sencillo de grupo, "Who Can It Be Now?", fue lanzado en junio de 1981 y alcanzó el número 2 en las listas de éxito, donde se mantuvo durante 24 semanas. Este disco había sido producido por Peter McIan, que también estaba trabajando en el álbum debut de la banda, Business as Usual.
La canción fue un éxito en Australia y llegó al número uno en agosto de 1981, lo mismo que sucedió con el álbum y el tema "Down Under". Business As Usual fue el primer álbum de la banda en debutar en el número uno de las listas neozelandesas, además de tener un éxito importante en Europa y Canadá.
El disco fue producido por el estadounidense Ian McIan y fue rechazado dos veces por la filial norteamericana CBS para lanzarlo en ese país. El mánager de la banda nunca aceptó un no por respuesta y finlmente, debido a su insistencia, la compañía lo escuchó. Seis meses después el disco se lanzó por igual en el Reino Unido y en Estados Unidos, y la banda se convirtió en el número de apertura ("teloneros") para Fleetwood Mac en su gira americana.
En octubre de 1982, la canción era número uno en Estados Unidos y en noviembre el disco empezó una estadía de 12 semanas en el primer lugar, algo que no sucedía desde los Monkees. En enero de 1983, "Down Under" estuvo en la cima de las listas inglesas y americanas.
Una parte del éxito venía de los videos de sus canciones. MTV acababa de salir y la industria del video apenas se estaba desarrollando. La banda apareció con un estilo refrescante, algo irreverente, pero en cualquier caso gracioso e inocente. En 1983 se llevaron el Grammy a la Mejor Nueva Actuación.
Además se enfrentaba al problema de que su disco había sido número uno en Australia un año antes y eso podía significar que se enfriaran en la memoria de su gente. Estando aún en la cima de la popularidad en Estados Unidos y el Reino Unido, lanzaron Cargo, un disco que llegó al número 1 en Australia y el Top 10 a ambos lados del Atlántico. Sin embargo, sobreexpuso al grupo y los obligó a una gira que duró un año.

### Two Heartsy ruptura (1984-1986)
En 1984, las tensiones entre Hay y Speiser se despertaron, llevando a la división en la banda. Se les había dicho a Rees y Speiser que ellos ya "no eran requeridos", ya que Hay, Ham y Strykert utilizaban músicos de sesiones para grabar su tercer álbum, Two Hearts (23 de abril de 1985). Los músicos de estudio incluían a Jeremy Alsop en el bajo (ex-Ram Band, Pyramid y Broderick Smith Band) y a Mark Kennedy en la batería (Spectrum, Ayers Rock y Marcia Hines Band). El álbum fue producido por Hay y Ham. Fue un fracaso crítico y comercial comparado con sus discos anteriores y solamente llegó al N.º 16 en Australia y al N.º 50 en Estados Unidos. Strykert dejó la banda durante su producción.
Cuatro canciones fueron lanzadas como sencillos, "Everything I Need", "Man with Two Hearts", "Maria" y "Hard Luck Story"; solo el primer sencillo llegó a las listas en Australia (N.º 37) y en los Estados Unidos (N.º 47). El disco era tocado en su mayoría con máquinas de percusión y sintetizadores, y redujo la presencia del saxofón de Ham, dándole un sonido distinto comparado a sus predecesores. Hay y Ham contrataron a nuevos integrantes para hacer la gira para promocionar Two Hearts, con Alsop y Kennedy junto a James Black en la guitarra y teclados (Mondo Rock y The Black Sorrows). Poco después, un tercer guitarrista, Colin Bayley (Mi-Sex), fue agregado y Kennedy fue reemplazado en la batería por Chad Wackerman (Frank Zappa). Las cantantes Kate Ceberano y Renée Geyer también trabajaron en el disco y actuaron en vivo como vocalistas invitadas.
El 13 de julio de 1985, Men at Work cantó tres canciones para el concierto de Oz for Africa (parte del programa global Live Aid): "Maria", "Overkill", y una canción no lanzada, "The Longest Night". El show fue transmitido en Australia (tanto en Seven Network como en Nine Network) y en MTV en los Estados Unidos. "Maria" y "Overkill" También fueron transmitidas por la American Broadcasting Company (ABC) durante su telecast del Live Aid. Ham abandonó la banda durante la gira. Las últimas actuaciones de Men at Work durante 1985 tenían al saxofonista Paul Williamson (The Black Sorrows) reemplazando a Ham. A inicios de 1986 la banda quedó disuelta y Hay empezó a grabar su primer disco como solista, Looking for Jack (enero de 1987), el cual tenía a Alsop y Wackerman como músicos de sesión.

### Reunión (1996-2002)
En 1996, y con la banda ya desaparecida, sucedió algo muy curioso. La música de la agrupación se puso de moda en Sudamérica y con eso Colin Hay se reunió con Greg Ham, para luego iniciar una gira de la que saldría un disco de éxitos en vivo llamado Brazil, publicado en 1998.
En los Juegos Olímpicos de Sídney de 2000, interpretaron su éxito "Down Under" como preludio del apoteósico e inolvidable cierre pirotécnico en los últimos Juegos del milenio. Desde entonces, los exintegrantes de Men At Work no se han reunido, aunque aún se siguen editando y vendiendo recopilaciones de sus éxitos.

### Demanda por derechos de autor y muerte de Greg Ham
En febrero de 2010, Larrikin Music Publishing ganó un caso en contra de Hay y Strykert, su sello discográfico (Sony BMG Music Entertainment) y la compañía publicadora (EMI Songs Australia), por la apropiación sin acreditar de "Kookaburra" (composición de 1935 de Marion Sinclair) para la línea de flauta en "Down Under". 

Larrikin, entonces encabezada por Norman Lurie, realizó la querella después de que Larrikin fuera vendida a otra empresa y había exigido entre el 40% y el 60% de las ganancias de los seis años anteriores de la canción. 
Es importante destacar que la melodía de Kookaburra es cantada, y no incluye instrumentos de viento. 
El juez concretó que "Down Under" contenía una línea de flauta basada en "Kookaburra", pero estipuló que ninguna de las dos tenían necesariamente el gancho ni una parte sustancial de "Down Under" (Hay y Strykert habían escrito la canción antes de que la parte de la flauta fuera agregada por Ham). 
Pero en julio de 2010, un juez decretó que Larrikin debería ser pagado con el 5% de las ganancias tanto pasadas (desde 2002) como futuras. 
Ham tomó el veredicto de forma muy personal y dolorosa, sintiéndose responsable por haber tocado la línea de flauta en el centro de la demanda y preocupado de que solamente sería recordado por copiar la música de alguien más, resultando en depresión y ansiedad. El 19 de abril de 2012, Greg Ham fue encontrado muerto en su residencia de Melbourne, Australia, tras sufrir un ataque cardíaco a la edad de 58 años.

## Discografía

### Álbumes de estudio
- 1982: Business as Usual
- 1983: Cargo
- 1985: Two Hearts